# 赤松氏満
赤松 氏満（あかまつ うじみつ）は、戦国時代から江戸時代初期にかけての武将。

## 生涯
赤松氏の庶流の一族で、赤松則村の長男・範資の後裔。父・石野氏貞が石野城に拠ったことから石野氏を名乗った。
天正6年（1578年）、羽柴秀吉が三木城を攻めた際（三木合戦）には別所長治の部将として三木城に籠城。羽柴方の古田重則を射殺するなど功績を挙げた。三木城落城後は秀吉に仕え、ついで前田利家に属した。前田家に従って小田原征伐に従軍し、八王子城攻めでは先登して首級2を挙げている。その他数度の戦功があり、3千石余を得た。慶長11年（1606年）、加賀国で死去、享年54。

## 系譜
- 父：石野氏貞
- 母：藤田新右衛門妹
- 正室：有馬則頼娘
  - 長男：赤松氏置（1574-1612）
- 生母不明の子女
  - 次男：石野氏次
  - 三男：石野正直

長男・氏置は徳川家康の旗本（御伽衆）となった。次男・氏次は前田利常（加賀藩）に仕え、三男・正直は徳川頼宣（紀州藩）に仕えた。なお、氏満の弟の貞重も加賀藩士となっている。
赤松氏の本家に相当する氏置の系統はこののち、氏満の玄孫で遠国奉行（日光奉行）を務めた範恭が宝永年間に赤松姓に復し、5千石余の旗本として幕末まで存続した。交代寄合であったとする説もある。
紀州藩に仕えた三男・正直の子である石野則員は、石野氏照（氏置の子）の養子となったのち分家を立てて幕府旗本となった。則員の嫡男・石野範種は享保年間に幕府の要職である勘定奉行を務めた。範種の弟で則員の五男であった則維は、血筋が近いこともあって予てから縁のあった旗本有馬則故（3千石）の養子になり、その後、嗣子がなかった旗本有馬家の本家である久留米藩有馬家を相続した。
幕末の外国奉行、書院番頭・赤松範忠は氏満から数えて10代目に当たり、軍艦奉行・赤松範静は範忠の子である。